# Alberto Benzoni
Alberto Benzoni (Bad Bentheim, 29 marzo 1935) è un giornalista, storico e politico italiano.

## Biografia

### L'impegno politico
Iscrittosi al Partito Socialista Italiano nel 1957, nel 1971 fu eletto consigliere comunale di Roma, rieletto nel 1976 e 1981, e nel 1976 entrò come prosindaco nella giunta di sinistra guidata dall'indipendente eletto nelle liste del Partito Comunista Italiano Giulio Carlo Argan. Dopo le elezioni amministrative del 1981 è sostituito da Pierluigi Severi, all'epoca vicino all'area craxiana del PSI. Esponente della sinistra lombardiana, l'area del partito favorevole al dialogo con il Partito Comunista Italiano, nel 1978 Benzoni fu, insieme a Michele Achilli, Gianfranco Amendola, Tristano Codignola, Paolo Leon e Marcello Vittorini, tra i firmatari di un articolo dell'Avanti! critico verso il segretario del partito Bettino Craxi, a causa della sua politica anticomunista e delle «svolte di natura ideologica» da lui promosse.
Dopo la crisi del PSI, dal 1994 aderì alla Federazione Laburista, di cui fece parte sino a quando la maggioranza di tale formazione decide di confluire nei Democratici di Sinistra, a cui si oppone. Benzoni a quel punto promuove il Movimento di Unità Socialista e Laburista, che nel maggio 1998 partecipa alla fondazione dei Socialisti Democratici Italiani.
Nel 2006 sostiene il progetto della Rosa nel Pugno.
L'1-2 giugno 2019, durante il 1º congresso nazionale di Risorgimento Socialista, viene eletto Presidente del partito all'unanimità.

### Scrittore e giornalista
Autore di diverse pubblicazioni sulla storia del socialismo e del PSI, nel 1991, prima della fine della parabola craxiana provocata dalle inchieste di Mani pulite, ha pubblicato il saggio Il craxismo, sulla figura e la politica di Bettino Craxi. Insieme alla figlia Elisa, laureata in storia contemporanea, nel 1999 ha pubblicato Attentato e rappresaglia, un saggio sull'attentato di via Rasella.
Cura rubriche di politica internazionale su l'Avanti! e Mondoperaio.

## Opere
- I socialisti e la politica estera, in La politica estera della repubblica italiana, a cura di Massimo Bonanni, Milano, Edizioni di Comunità, 1967.
- (con Viva Tedesco)  Il movimento socialista nel dopoguerra, Venezia, Marsilio, 1968.
- Il Partito socialista dalla Resistenza a oggi, Venezia, Marsilio, 1980.
- Governare Roma. Dalla parte dei socialisti, di Antonio Manca, Roma, Edimez, 1981 - intervista
- Il craxismo, Roma, Edizioni Associate, 1991, ISBN 88-267-0047-8.
- (con Luca Cefisi, introduzione di Stefano Silvestri)  Il pacifismo. Storie di idee e di movimenti contro la guerra, Roma, Edizioni Associate, 1995.
- (con Roberto Gritti)  La terra di nessuno. Alla ricerca della Repubblica perduta, con prefazione di Walter Veltroni, Edizioni Lavoro, Roma, 1995, ISBN 88-7910-642-2.
- (con Elisa Benzoni)  Attentato e rappresaglia. Il PCI e via Rasella, Venezia, Marsilio, 1999, ISBN 88-317-7169-8.
- Salvemini e la sinistra in Italia, in Gaetano Salvemini (1873-1957). Ancora un riferimento, a cura di Guido Pescosolido, Manduria, Piero Lacaita Editore, 2010, ISBN 88-6582-002-0.
- (con Elisa Benzoni) Le vie dell'Italia, Brescia, Bietti, 2009.
- (con Elisa Benzoni)  La storia con i se. Dieci casi che potevano cambiare il corso del Novecento, con contributi di Luciano Cafagna, Mario Del Pero, Ernesto Galli della Loggia, Andrea Graziosi, Paolo Mieli, Gian Enrico Rusconi, Giovanni Sabbatucci, Claudio Strinati e Massimo Teodori, Venezia, Marsilio, 2013, ISBN 88-317-1426-0.